# ミヒャエル・ハイドン

ミヒャエル・ハイドンのサイン

ヨハン・ミヒャエル・ハイドン（Johann Michael Haydn, 1737年9月14日 - 1806年8月10日）は、オーストリアの古典派の作曲家。フランツ・ヨーゼフ・ハイドンの5歳下の弟。生誕地ローラウはウィーンの東約35kmにある。

## 年譜
- 1755年までウィーンのシュテファン大聖堂の聖歌隊で歌うかたわら、オルガン、ピアノ、ヴァイオリンを学ぶ。
- 1757年（20歳） - ハンガリーのグロースヴァルダイン司教の楽長となる。
- 1763年（26歳） - ザルツブルク大司教ジギスムント3世（Sigismund III. Graf von Schrattenbach, 1753年 - 1771年）の宮廷楽団の楽長に就任。
- 1771年（34歳） - ジギスムント大司教の死に際して『レクイエム ハ短調』（MH 155）を作曲。
- 1777年（40歳） - 聖三位一体教会のオルガニストとなる。
- 1782年（45歳） - 前年にザルツブルクを去ったモーツァルトの後任として宮廷及び大聖堂オルガニストとなる。
- 1800年（63歳） - ザルツブルクがフランス軍に占領され、財産や給料を奪われる。兄ヨーゼフが送金して助けている。また、マリア・テレジア皇后がミサ曲、後にレクイエムを委嘱した。アイゼンシュタットに兄ヨーゼフを訪ねた時、宮廷での第二楽長の職を提案されたが、ザルツブルクに留まる事を選んだ。
- 1804年（67歳） - 推薦されスウェーデン王立音楽アカデミーの会員になる。
- 1806年（69歳） - 8月10日にザルツブルクで死去。

## 弟子
カール・マリア・フォン・ウェーバーは最も有名な弟子である。また、弟子のアントニオ・ディアベリはミヒャエル・ハイドンのための葬送行進曲を作曲した。

## 作品
ミヒャエル・ハイドンの作品番号としては、チャールズ・H・シャーマン（Charles H. Sherman）とT・ドンリー・トーマス（T. Donley Thomas）による『MH番号』と、ローター・ペルガー（Lothar Perger）による『P番号』が使用されている。

### 交響曲
- 交響曲第1番 ハ長調 MH 23, P 35（1758年?）
- 交響曲第1A番 ニ長調 MH 24（1758年?）
- 交響曲第1B番 ヘ長調 MH 25（1758年?）
- 交響曲第1C番 変ホ長調 MH 35, P 1（パルティータ）（1760年）
- 交響曲第2番 ハ長調 MH 37, P 2（1761年）
- 交響曲第3番 ト長調 MH 26（ディヴェルティメント）（1763年）
- 交響曲第4番 変ロ長調 MH 50, P 51（1763年）
- 交響曲第5番 イ長調 MH 63, P 3（1763年）
- 交響曲第6番 ハ長調 MH 64, P 4（1764年）
- 交響曲第7番 イ長調 MH 65, P 5（1764年）
- 交響曲第8番 ニ長調 MH 69, P 38（1764年）
- 交響曲第9番 ニ長調 MH 50, P 36（1760年?）
- 交響曲第10番 ヘ長調 MH 51, P 45（1764年?）
- 交響曲第11番 変ロ長調 MH 82, P 9（1766年）
- 交響曲第12番 ト長調 MH 108, P 7（1768年）
- 交響曲第13番 ニ長調 MH 132, P 37（1768年?）
- 交響曲第14番 ニ長調 MH 133, P 52（1771年）
- 交響曲第15番 ニ長調 MH 150, P 41（1771年）
- 交響曲第16番 イ長調 MH 152, P 6（1771年）
- 交響曲第17番 ホ長調 MH 151, P 44（1771年?）
- 交響曲第18番 ハ長調 MH 188, P 10（1773年）
- 交響曲第19番 ニ長調 MH 198, P 11（1774年）
- 交響曲第20番 ハ長調 MH 252, P 12（1777年）
- 交響曲第21番 ニ長調 MH 272, P 42（1778年）
- 交響曲第22番 ヘ長調 MH 284, P 14
- 交響曲第23番 ニ長調 MH 287, P 43
- 交響曲第24番 イ長調 MH 302, P 15
- 交響曲第25番 ト長調 MH 334, P 16（1783年）
第25番は、後にモーツァルトが第1楽章に序奏を追加して自分の演奏会で用いたために、長い間モーツァルトの『交響曲37番 ト長調 K. 444』として知られていた。
- 交響曲第26番 変ホ長調 MH 340, P 17（1783年）
- 交響曲第27番 変ロ長調 MH 358, P 18（1784年）
- 交響曲第28番 ハ長調 MH 384, P 19（1784年）
- 交響曲第29番 ニ短調 MH 393, P 20（1784年）
- 交響曲第30番 ニ長調 MH 399, P 21（1785年）
- 交響曲第31番 ヘ長調 MH 405, P 22（1785年）
- 交響曲第32番 ニ長調 MH 420, P 23（1786年）
- 交響曲第33番 変ロ長調 MH 425, P 24/82（1786年）
- 交響曲第34番 変ホ長調 MH 473, P 26（1788年）
- 交響曲第35番 ト長調 MH 474, P 27（1788年）
- 交響曲第36番 変ロ長調 MH 475, P 28（1788年）
- 交響曲第37番 ニ長調 MH 476, P 29（1788年）
- 交響曲第38番 ヘ長調 MH 477, P 30（1788年）
- 交響曲第39番 ハ長調 MH 478, P 31（1788年）
- 交響曲第40番 ヘ長調 MH 507, P 32（1789年）
- 交響曲第41番 イ長調 MH 508, P 33（1789年）
- 交響曲 ヘ長調 MH 118a, P 46

### 協奏曲
- オルガンとヴィオラのための協奏曲 ハ長調 MH 41, P 55
- フルート協奏曲第1番 ニ長調 MH 81, P 54
- フルート協奏曲第2番 ニ長調 MH 105, P 56
- ホルン協奏曲 ニ長調 MH 53
- ホルン協奏曲 ニ長調 MH 134, P 134
- トランペット協奏曲第1番 ニ長調 MH 104
当時の作品に例を見ない実音「3点A」を要求されることで知られる。
- トランペット協奏曲第2番 ハ長調 MH 60
- ヴァイオリン協奏曲 変ロ長調 MH 36, P 53
- ヴァイオリン協奏曲 ト長調 MH 52
- ヴァイオリン協奏曲 イ長調 MH 207

### 室内楽曲
- 弦楽四重奏曲
弦楽四重奏曲 イ長調 MH 299, P 121
弦楽四重奏曲 イ長調 MH 310, P 122
弦楽四重奏曲 変ロ長調 MH 209, P 123
弦楽四重奏曲 変ロ長調 MH 308, P 124
弦楽四重奏曲 変ロ長調 MH 316, P 125
弦楽四重奏曲 ハ長調 MH 313, P 116
弦楽四重奏曲 ニ長調 MH 314
弦楽四重奏曲 変ホ長調 MH 309, P 118
弦楽四重奏曲 ヘ長調 MH 312, P 119
弦楽四重奏曲 ト長調 MH 173a
弦楽四重奏曲 ト長調 MH 315
弦楽四重奏曲 ト長調 MH 172, P 104
弦楽四重奏曲 ト長調 MH 174, P 135
弦楽四重奏曲 ト短調 MH 311, P 120

- 弦楽五重奏曲
弦楽五重奏曲 変ロ長調 MH 412, P 105
弦楽五重奏曲 ハ長調 MH 187, P 108
弦楽五重奏曲 ヘ長調 MH 367, P 110
弦楽五重奏曲 ヘ長調 MH 411, P 112
弦楽五重奏曲 ト長調 MH 189, P 109

- 二重奏曲
ヴァイオリンとヴィオラのための二重奏曲 ハ長調 MH 335, P 127
ヴァイオリンとヴィオラのための二重奏曲 ニ長調 MH 336, P 128
ヴァイオリンとヴィオラのための二重奏曲 ホ長調 MH 337, P 129
ヴァイオリンとヴィオラのための二重奏曲 ヘ長調 MH 338, P 130

ミヒャエル・ハイドンはザルツブルク大司教から6曲のヴァイオリンとヴィオラの二重奏曲を命じられるが、4曲を完成させたところで、病気になってしまう。当時ウィーンに住んでいたモーツァルトは、妻のコンスタンツェとともにたまたまザルツブルクに帰省した際、ミヒャエルが病気で役目を果たせないでいることを知り、ミヒャエル・ハイドンの手法にならって残り2曲を作曲している。（記事「ヴァイオリンとヴィオラのための二重奏曲 (モーツァルト)も参照。ヴィオラに替えてチェロでの伴奏、また二重奏曲でなくソナタと表記の場合あり）
- フルート四重奏曲 ニ長調 P 117
- ディヴェルティメント ト長調 MH 406, P 94（1785年）

### 舞台音楽
- ジングシュピール『アルプスの牧場の婚礼』MH 107/218（1768、1776年）
- オペラ『アンドロメダとペルセオ』MH 438（1787年）
- ジングシュピール『ティトゥス、不屈のキリスト教徒』[2][3][4]（1774年、消失）
- 劇付随音楽『ザイール』MH 255, P 13（1777年）

### 宗教音楽
- レクイエム（大司教ジギスムントのための追悼ミサ曲）ハ短調 MH 155（1771年）
- レクイエム ハ短調 MH 559（1792～1795年）
従来はミヒャエル・ハイドン作と見なされてきたが、後にオーストリアの作曲家ゲオルク・パステルヴィッツ（英語版、ドイツ語版）(1730年 - 1803年) の作品であることが明らかにされた[5]。
- レクイエム 変ロ長調 MH 838（1806年、未完）
グンター・クロネッカーによる補作版がある[5]。
- テ・デウム ニ長調 MH 829（1803年）

## 備考
- 宗教的ジングシュピール『第一戒律の責務』は、第1部がモーツァルト、第2部がミヒャエル・ハイドン、第3部がアードルガッサー（Anton Cajetan Adlgasser）による合作である。
- ヒエロニムス・コロレド大司教（Hieronymus von Colloredo）から委嘱された6曲の『ヴァイオリンとチェロのための二重奏曲』のうち、第5、6曲はモーツァルトが代作した。
- ミヒャエル・ハイドンが作曲し、1770年に大学の修了式で上演されたラテン語の学生劇『キリスト教徒のゆるぎなさ（Pietas christiana）』（台本：フローリアン・ライヒスジーゲル（ドイツ語版））は、日本の戦国時代の人物である高山右近がテーマとなっており、『Cantate Domino laeta pueri cantica』と『Sicut servus ad fluenta crusitat』の2つの合唱曲が現存している。同劇は1774年にドイツ語に直されて『ティトゥス、不屈のキリスト教徒（Titus, der standhafte Christ）』の題で上演された[2][3][4][6][7]。なお、モーツァルトの『解放されたベトゥーリア』(1771、K.118)の最終曲の合唱曲は「Cantate Domino laeta pueri cantica」が元になっている[8]。